# ランディ・ライト
ランディ・ライト（Randy Wright 1961年1月12日- ）はセントチャールズ出身のアメリカンフットボール選手。NFLのグリーンベイ・パッカーズで1984年から1988年までプレーした。ポジションはクォーターバック。
地元高校からウィスコンシン大学マディソン校に進学し、1984年のNFLドラフト6巡目でグリーンベイ・パッカーズに指名されて入団した。2年目の1985年からジム・ゾーン、リン・ディッキーと併用して起用されるようになった。1986年にはエースQBとなったが1987年、1988年はドン・マコウスキーと併用された。現役5年間で46試合に出場し7100ヤード以上を投げ31タッチダウンパスの成績を残した。
16試合以上先発したパッカーズのQBの中では最も勝率の悪いQBである。
現役引退後は自動販売機の会社を立ち上げた。またESPNでビッグ・テン・カンファレンスの試合の解説者を1995年から2007年まで務めた。